# Swimming New Zealand
Swimming New Zealand (kurz SNZ; deutsch Schwimmen Neuseeland) ist der nationale Dachverband für den Schwimmsport in Neuseeland, der seine Hauptgeschäftsstelle im Pelorus Trust Sports House in der Hauptstadt Wellington hat. Zu seinen Mitgliedern gehören über 12.000 Aktive (Stand April 2011) in 181 Vereinen, die an Wettbewerben in 16 Regionen teilnehmen.
1890 unter dem Namen New Zealand Amateur Swimming Association gegründet, richtete der Verband 15 Jahre später in Wanganui die ersten nationalen Meisterschaften aus. Seit 1912 nahmen neuseeländische Schwimmer auch an Olympischen Sommerspielen teil und seit den 1920er Jahren an den Empire Games (heute Commonwealth Games) und den Schwimmweltmeisterschaften. Darunter zählt auch Neuseelands erfolgreichster Schwimmer, Danyon Loader, der einen Weltrekord schwamm und zwei Goldmedaillen bei den Olympischen Sommerspielen von 1996 in Atlanta gewann. Aufgrund seiner Erfolge wurde er 2003 in die internationale Ruhmeshalle des Schwimmsports (International Swimming Hall of Fame) im US-amerikanischen Fort Lauderdale aufgenommen. Weitere olympische Medaillengewinner des Verbandes sind Malcolm Champion (Gold in Stockholm 1912), Paul Kingsman und Anthony Mosse (beide Bronze in Seoul 1988) sowie Jean Stewart (Bronze in Helsinki 1952).
Swimming New Zealand ist Mitglied im nationalen Sportbund Sport and Recreation New Zealand (SPARC), im Weltschwimmverband FINA und Gründungsmitglied in dessen Kontinalverband, der Oceania Swimming Association von 1991. 